# Plaça de Jaume I (Vilafranca del Penedès)
La Plaça de Jaume I, anteriorment anomenada de Sant Jaume i de l'Oli, és un conjunt urbà a Vilafranca del Penedès inclòs a l'Inventari del Patrimoni Arquitectònic de Catalunya.

## Descripció
És un espai format per una part de planta poligonal irregular contigua a Santa Maria i per una altra de planta rectangular amb dos carrils de trànsit rodat i un tercer central d'ús per vianants, amb dues fileres d'arbres. La primera es troba envoltada per edificis monumentals d'ús públic (Basílica de Santa Maria, palau reial, palau Baltà, Capella dels Dolors i Capella de Sant Pelegrí), i la segona té edificis públics (Palau del Marquès d'Alfarràs i Cal Gomà) i civils, generalment de planta baixa i dos o tres pisos, d'arquitectura popular, eclèctica i modernista (Casa Claramunt, Casa Bertran).

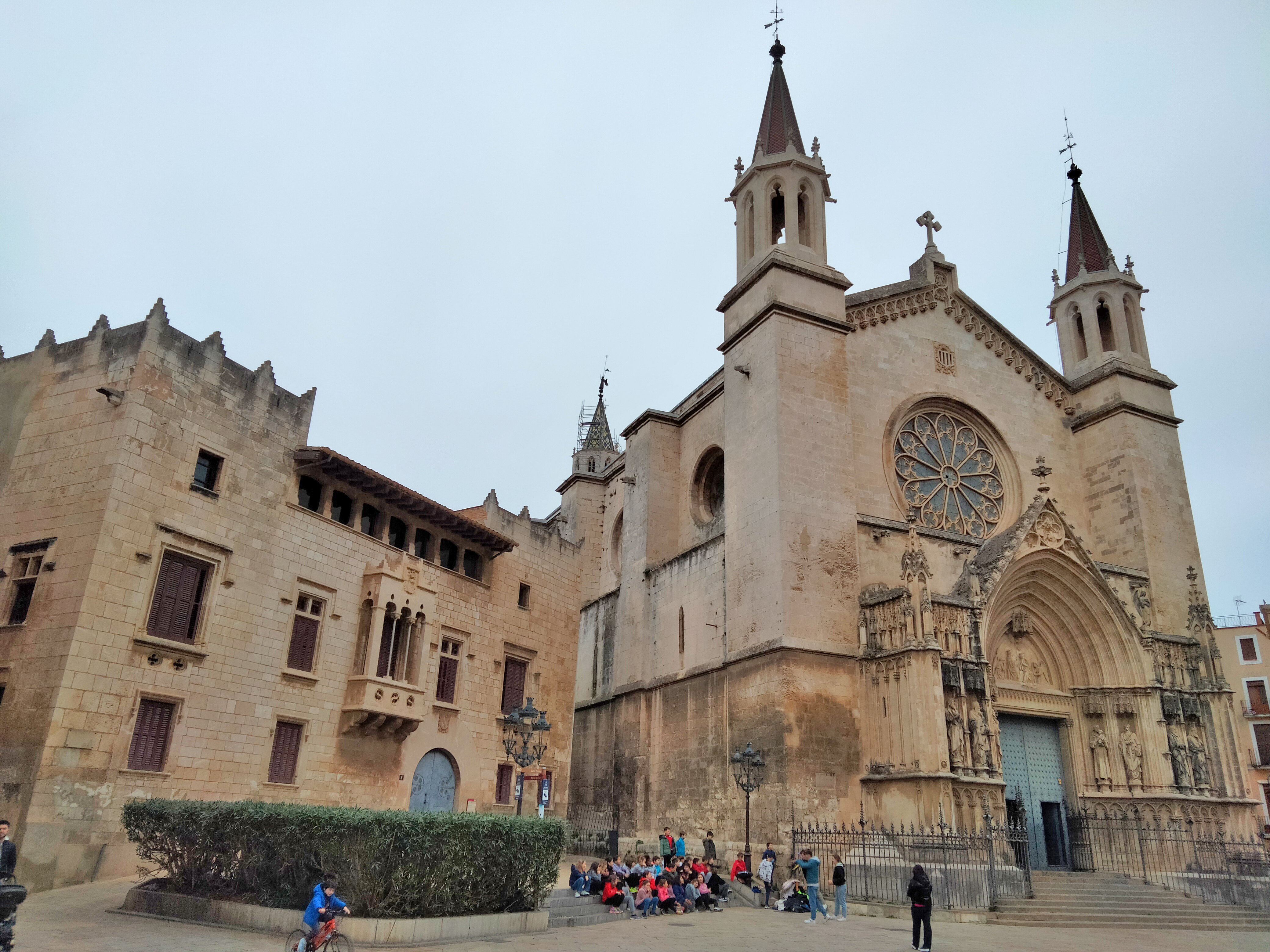
El palau Baltà i la basílica de Santa Maria

A l'inici de la plaça es troba el monument als castellers, inaugurat el 1963, obra de l'escultor penedesenc Josep Cañas.

## Història
La Plaça de Sant Jaume, és des del punt de vista històric la més important de Vilafranca. Fins a l'any 1455 s'hi celebrava el mercat de fruites i d'aviram (en aquesta data, el rei Joan II el va prohibir). Fins a l'any 1893 es deia Plaça de l'Oli pel mercat que hi havia, on també s'hi venien melons i síndries.
Fins a l'any 1839, davant de la Basílica de Santa Maria hi havia el cementiri de la vila.